# 彻里军民总管府

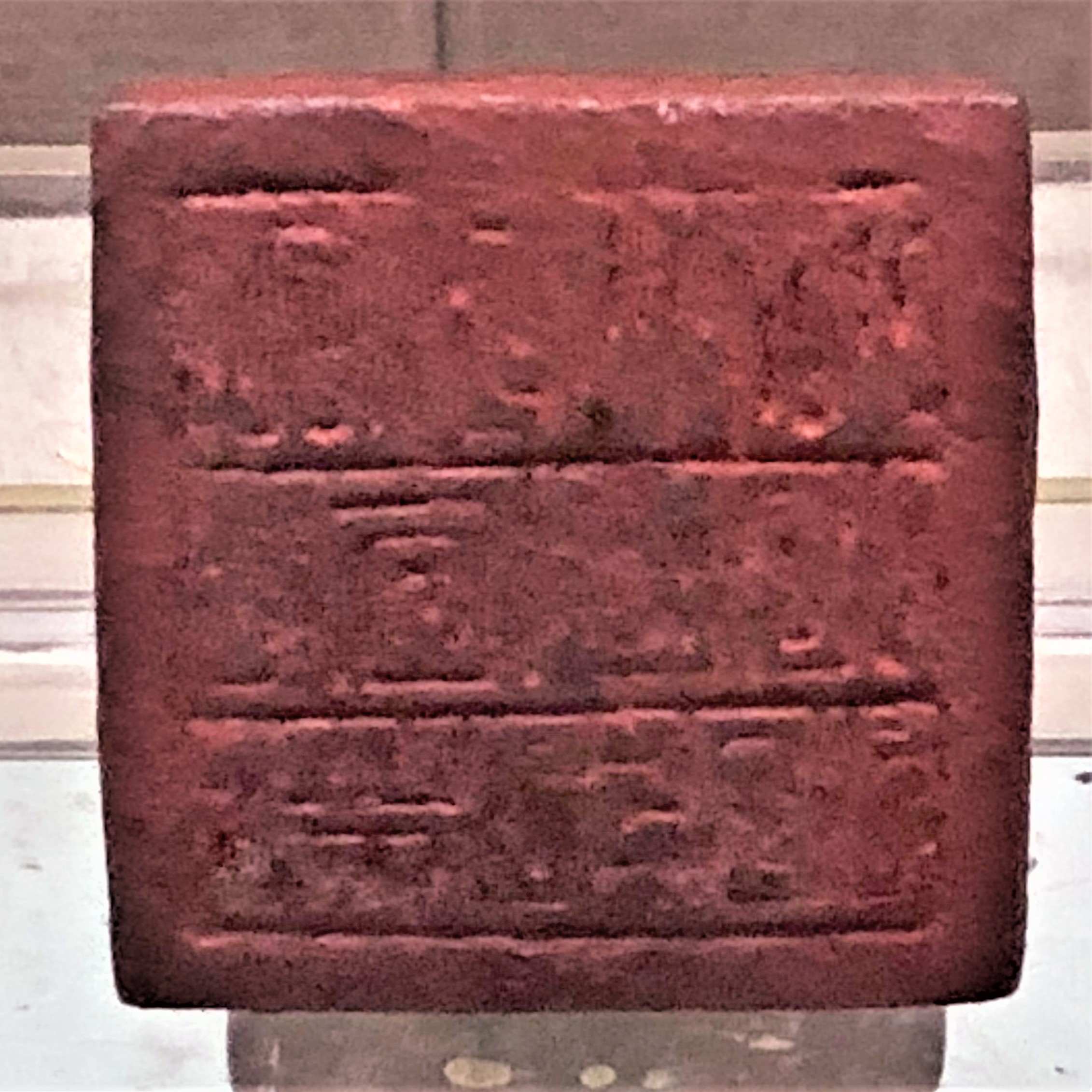
彻里军民总管府印

彻里军民总管府是元朝的一个行政区划——军民总管府。位于今日云南省西双版纳傣族自治州。
彻里军民总管府于元朝大德年间设置。景陇金殿国的召片领向元朝内附后，因为景陇之地与兰纳（八百媳妇）犬牙交错，势均力敌。因此请求元朝在此地设立行政区划。于是设立彻里军民总管府，自此景陇成为元朝的土司。
1382年（洪武十五年）改为车里军民府，不久又改为车里宣慰司。